# Monocépage
Monocépage is een in veel talen gebruikte term voor wijn die gemaakt is van één en dezelfde druif.
Als een wijn een monocépage is, wordt meestal op het etiket de naam van de druif vermeld. Zeer bekend zijn Chardonnay, Sauvignon Blanc, Pinot Gris en Riesling voor wit en Cabernet Sauvignon, Merlot, Syrah, Carmenère en Sangiovese voor rood.
Een wijn die uit grotendeels twee duivensoorten bestaat, is een bicépage.